# أبو ركب (القبيطه)

تعديل مصدري - تعديل

أبو ركب هي إحدى قرى عزلة كرش بمديرية القبيطة التابعة لمحافظة لحج، بلغ تعداد سكانها 95 نسمة حسب تعداد اليمن لعام 2004.